# Michael Obiku
Michael Obiku (Warri, Nigèria, 24 de setembre de 1968) és un futbolista nigerià. Va disputar 1 partits amb la selecció de Nigèria.

## Estadístiques
| Selecció de Nigèria | Selecció de Nigèria | Selecció de Nigèria |
| Anys                | Partits             | Gols                |
| ------------------- | ------------------- | ------------------- |
| 1988                |                     |                     |
| 1989                |                     |                     |
| 1990                | 0                   | 0                   |
| 1991                | 0                   | 0                   |
| 1992                | 0                   | 0                   |
| 1993                | 1                   | 0                   |
| Total               | 1+                  | 0+                  |